# Aysha striolata
Aysha striolata là một loài nhện trong họ Anyphaenidae.
Loài này thuộc chi Aysha. Aysha striolata được Eugen von Keyserling miêu tả năm 1891.